# 2018年冬季残疾人奥林匹克运动会格鲁吉亚代表团
2018年冬季残疾人奥林匹克运动会格鲁吉亚代表团是格鲁吉亚派出的2018年冬季残疾人奥林匹克运动会代表团。未获得奖牌。